# Agiñaga

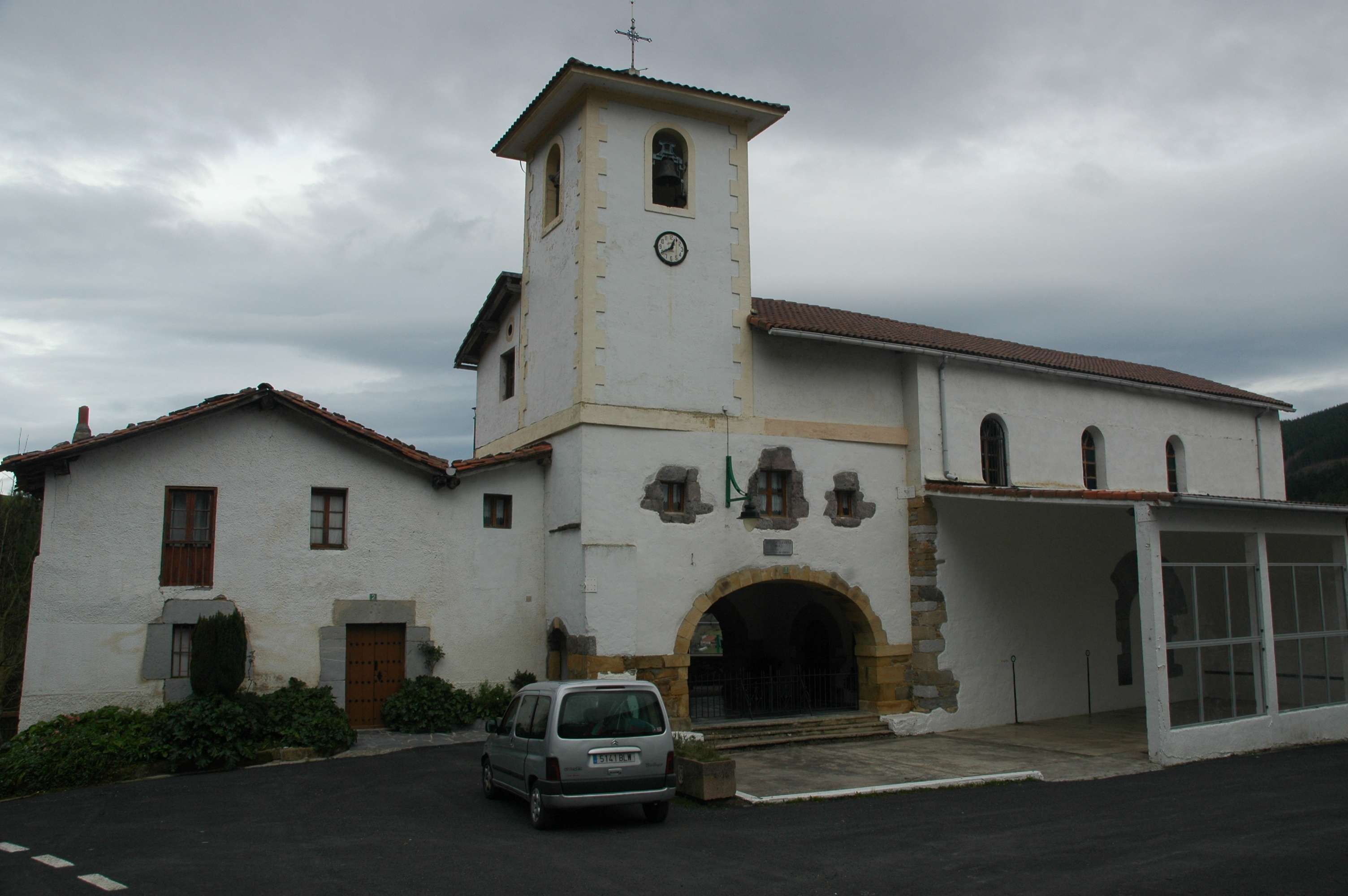
Église San Migel

Agiñaga en basque ou Aguíñiga en espagnol, est une commune ou contrée de la municipalité d'Ayala dans la province d'Alava dans la Communauté autonome basque.

## Référence
1. ↑  Officiellement « Agiñaga » Euskal Herriko leku 2012-07-25 (Site d'Euskaltzaindia ou Académie de la langue basque)